# Zandile Ndhlovu
Zandile Ndhlovu   (Soweto, 1989) és una conservacionista, activista social i cineasta sud-africana que és la primera dona negra instructora d'apnea del país. És la fundadora de la Fundació The Black Mermaid. El novembre de 2023, Ndhlovu va ser inclosa a la llista de les 100 dones de la BBC.

## Biografia
Ndhlovu es va criar al municipi interior de Soweto, que limita amb Johannesburg. Mai havia anat a una piscina ni havia après a nedar de petita fins als onze anys, quan va anar en una escola multiracial. Va fer de consultora centrada en la igualtat, la diversitat i la inclusió. La seva estima pel mar es va desenvolupar després d'anar a Bali, Indonèsia i experimentar amb el tub respirador per primera vegada. Mentre consultava Instagram, va descobrir l'apnea i es va certificar com a instructora de submarinisme. Ndlovu es va convertir en la primera dona instructora de busseig negra de Sud-àfrica i va ser anomenada afectuosament la Sirena Negra. El 2020 va fundar la Black Mermaid Foundation. Al municipi de Langa, a prop de Ciutat del Cap, va començar a treballar amb un grup. Els va ensenyar a nedar i fer snorkel mentre es trobaven a l'aigua, i també els va conscienciar sobre els efectes dels residus plàstics sobre la vida salvatge.

## Reconeixement
- Premi Torchbearer 2021 (PADI)
- Ponent Tedx[4]
- Jackson Wild Film Making Fellow 2021[5]
- Portada de MSAFIRI – Kenya Airways Inflight Magazine (octubre de 2023)[6]
- BBC 100 dones, 2023[7]